# Inti-Illimani
Inti-Illimani é um conjunto musical chileno, formado em 1967. É, junto com Quilapayún, um dos grupos mais conhecidos internacionalmente, pertencentes ao movimento  Nueva Canción Chilena. "Inti", do quéchua, significa "sol" e "Illimani", do idioma aimará, significa "Águia Dourada", nome este dado a uma montanha próxima a La Paz, na Bolívia.

## História
Horácio Durán, Jorge Coulon e Max Berrú, estavam na formação original, a qual, se juntaria: Horácio Salinas, alguns meses depois. Pouco tempo depois, se juntariam: José Seves e Marcelo Coulon.
Foi inicialmente formado por estudantes da Universidade Técnica do Chile envolvidos com as lutas por reformas políticas e sociais que ocorreram no Chile no final da década de 1960 e no início da década de 1970.
Fizeram diversas apresentações ao vivo, dentro e fora do Chile, antes da primeira gravação em estúdio.
O nome foi sugerido por Eulógio Dávalos, um tocador de violão oriundo da Bolívia, que em língua aimara significa: "cóndores do sol".
Antes do primeiro disco de longa duração (LP), gravado em 1969, pela Dicap (Discoteca del Cantar Popular), o conjunto gravou dois compactos que incluíram canções como: "Cueca de la CUT", de Héctor Pavez; "Zamba de los humildes", "Juanito Laguna" e "Huajra".
Em 1970, gravaram outro disco pela Odeon, com canções menos politizadas; e outro disco pela Dicap: "Canto al programa", um trabalho bastante identificado com a campanha de Salvador Allende à presidência do Chile.
Em 1971, o grupo gravou o disco: "Autores chilenos", com canções de Violeta Parra e Víctor Jara, entre outros.
Em 1972, gravaram a cantata "Canto para una semilla", com músicas de Luís Advis e com a participação de Isabel Parra. Pela Odeon, gravaram: "Canto de pueblos andinos", em dois volumes.
Na época do Golpe de Estado de 1973, estavam se apresentando na Europa e não puderam retornar ao Chile, razão pela qual iniciaram um longo exílio na Itália. Participaram de diversas campanhas pelo retorno da democracia ao Chile, e regravaram diversas canções.
O primeiro disco no exílio foi: "Viva Chile!", de outubro de 1973, que incluía canções como: "La fiesta de San Benito", "Rin del angelito", "Canción del poder popular" e "Venceremos".
A música instrumental: "Alturas", composta por Horácio Salinas fez bastante sucesso na Itália.
Em março de 1974, lançaram o disco: "La Nueva Canción Chilena", que incluiu canções de Violeta Parra, Víctor Jara, Sérgio Ortega, Patricio Manns, entre outros. Esse disco incluiu uma famosa versão de do hino "El pueblo unido", composto por Ortega, e, originalmente, grabado pelo "Quilapayún".
Em 1975, lançaram o disco: "Hacia la libertad", no qual cinco das dez canções eram composições próprias.
Em 1977, lançaram o disco: "Chile resistencia".
Em 1979, gravaram a canção nostálgica: "Vuelvo", com música de Horácio Salinas e letra de Patricio Manns, que falava sobre o sonho de regressar ao Chile.
O disco "Canción para matar una culebra", que incluiu textos de Nicolás Guillén, uma canção em quéchua de Zenóbio Dagha, canções do folclore mexicano e venezuelano; além de canções de Patricio Manns e Víctor Jara. Nesse trabalho, passaram a utilizar outros instrumentos como o "cajón peruano".
Em 1981, lançaram o disco "Palimpsesto", que incluiu músicas dedicadas à Itália como: "El mercado de Testaccio".
Em 1984, lançaram o disco "Imaginación", a primeira antologia de música instrumental gravada pelo conjunto. Depois lançaram discos como: "De canto y baile", "Cántiga de la memoria rota", "Cándidos" e "Bailando, bailando".
A qualidade instrumental de Horácio Salinas permitiu classificá-lo como um dos melhores tocadores de violão do mundo. Isso atraiu outros grandes tocadores de violão como o espanhol Paco Peña e o australiano naturalizado como britânico: John Williams a participarem de apresentações conjuntas em homenagem a Vícto Jara em Londres. Paco e John participaram: em 1985, da gravação do disco: "Fragmentos de un sueño"; e, em 1990, da gravação do disco "Leyenda", 1990; além de outras apresentações conjuntas.
A produção musical na década de 1980, permitiu que o grupo passasse a ser conhecido por sua qualidade instrumental e como parte do gênero musical que seria conhecido como: "world music".
Em setembro 1988, retornaram do exílio. Foram saudados por milhares de chilenos no caminho entre o aeroporto e Santiago, e fizeram uma apresentação conjunta com o grupo Illapu, que reuniu milhares de pessoas em La Bandera.
Em 1993, lançaram o disco: "Andadas".
Em 1996, lançaram o disco: "Arriesgaré la piel", que incluiu canções tradicionais latinoamericanas, como: rancheras, boleros e ritmos cubanos, além da participação do cubano Efrén Viera.
Em 1997, o equatoriano Max Berrú, um dos fundadores, deixou o grupo.
Em 1998, José Seves deixou o grupo. Essas saídas abriram espaço para a incorporação de novos integrantes, como Daniel Cantillana e o venezuelano Jorge Ball que participaram da gravação de "Amar de nuevo", que incluiu canções tradicionais, com boleros e outros ritmos latinoamericanos.
Em 1999, lançaram o disco: "La rosa de los vientos", uma obra que contou com orquestra e coro para divulgação de um Encontro Mundial de Escoteiros que foi realizado no Chile.
Também em 1999, foi lançado o disco "Sinfónico", que incluiu suas músicas mais importantes, gravadas em conjunto com a Orquestra Clássica da Universidade de Santiago, com arranjos de José Miguel Tobar e Roberto de Simone.
No verão de 2001, fizeram uma apresentação em Quinta Vergara (Viña del Mar) que incluíu diversos ex-integrantes, na qual utilizaram ponchos e camisas cor amaranto (que eram utilizadas nos primeiros anos do conjunto). Essa apresentação foi gravada e lançada como: "Antología en vivo", um álbum com dois volumes, que teve um bom resultado em vendas.
Depois disso, ocorreram desentendimentos que levaram à saída de Horácio Salina, que era o diretor artístico e o principal compositor da maioria das canções do grupo. Por outro lado, ocorreu o ingresso de Manuel Meriño, ex-integrante do grupo Entrama, que substituiu Salinas na direção musical e que também passou a compor. Também ingressaram Juan Flores, ex-integrante de grupos de música folclórica, como: Arak-Pacha, Illapu, Huara e Sol y Lluvia e o flautista Christian González, ex-integrante do Coré.
Em 2002, foi lançado o disco: "Lugares Comunes", gravado ao vivo. O grupo continuou a se apresentar dentre o fora do Chile. Da formação original, restavam: Marcelo e Jorge Coulon ; e Horácio Durán.
No verão de 2004, depois de apresentar-se no Festival de Viña del Mar, Horácio Durán deixou o conjunto.
Em junho de 2004, Horácio Salinas anunciou o reagrupamento de três integrantes histórico do conjunto: ele, Horácio Durán e José Seves, aos quais se juntaram: Camilo Salinas (ex organista de "Los Tres" e do "Pettinellis"), Fernando Júlio (ex-baixista de "Javieray Los Imposibles") e Jorge Ball, que retornava ao conjunto. Esse grupo fez sua primeira apresentação em 15 de agosto daquele ano, em Valparaíso, juntamente com integrantes do Quilapayún (fração Chile), que também tinham se reagrupado recentemente.
Em 2004, também fizeram apresentações conjuntas com: "Los Bunkers" e "Mecánica Popular".
No início de 2006, a facção na qual atuavam os irmãos Coulon lançou o disco: "Pequeño Mundo" (2006). Essa facção passou a adotar características mais modernas do que aquelas da facção liderada por Salinas.
No final de 2006, a facção liderada por Horácio Salinas lançou o disco: "Esencial".
Patricio Manns participou dos dois discos gravados em 2006.

### Integrantes
- Horácio Salinas: direção, voz e violão: entre 1967 e 2001; e, a partir de 2004, integrante do Inti Illimani Histórico;
- Jorge Coulon: voz e violão: entre 1967 e 2004; e, a partir de 2004, integrante do Inti Illimani Nuevo;
- Horácio Durán: voz e charango: entre 1967 e 2004; e, a partir de 2004, integrante do Inti Illimani Histórico;
- Max Berrú: voz e bumbo: entre 1967 e 1997;
- Pedro Yáñez: voz e violão: entre 1967 e 1968;
- Ernesto Pérez de Arce: voz e quena: entre 1968 e 1973;
- Homero Altamirano: voz e quena: entre 1968 e 1969;
- José Miguel Camus: quena: entre 1972 e 1978;
- José Seves: voz: violão e percussão: entre 1973 e 1998; e, a partir de 2004, integrante do Inti Illimani Histórico;
- Marcelo Coulon: voz, violão, quena e flauta doce: entre 1978 e 2004, e, a partir de 2004, integrante do Inti Illimani Nuevo;
- Jorge Ball: voz: entre 1982 e 1984; entre 1998 e 2000; e, a partir de 2004, integrante do Inti Illimani Histórico;
- Renato Freeggang: voz e saxofone: entre 1984 e 1995;
- Pedro Villagra: voz, saxofone e flautas: entre 1995 e 1998;
- Efrén Viera: voz, clarinete e percussão: entre 1995 e 2004; e, a partir de 2004, integrante do Inti Illimani Nuevo;
- Daniel Cantillana: voz, violão e violino: entre 1998 e 2004; e, a partir de 2004, integrante do Inti Illimani Nuevo;
- Manuel Meriño: voz e violão: entre 2001 e 2004; e, a partir de 2004, integrante do Inti Illimani Nuevo;
- Christian González: voz, violão e flauta: entre 2001 e 2004; e, a partir de 2004, integrante do Inti Illimani Nuevo;
- Juan Flores: voz, charango, cajón peruano, quena e zampoña: entre 2002 e 2004;  e, a partir de 2004, integrante do Inti Illimani Nuevo;
- Camilo Salinas: piano e teclados: a partir de 2004, integrante do Inti Illimani Histórico;
- Fernando Júlio: contrabaixo: a partir de 2004, integrante do Inti Illimani Histórico;
- Danilo Donoso: percussão: a partir de 2004, integrante do Inti Illimani Histórico;
- César Jara: voz e violão: a partir de 2005, integrante do Inti Illimani Nuevo[1].

## Os dois Inti-Illimani
A partir de junho de 2004, passaram a existir duas formações, que se denominam Inti-Illimani Nuevo e Inti-Illimani Histórico:

### Inti-Illimani Nuevo
Também conhecida como: "Inti-Illimani dos Irmãos Coulon", com os seguintes integrantes: 
- Jorge Coulon: voz e violão: entre 1967 e 2004; e a partir de junho de 2004, integrante do Inti-Illimani Nuevo;
- Marcelo Coulon: voz, violão, quena e flauta doce: entre 1978 e 2004; e a partir de junho de 2004, integrante do Inti-Illimani Nuevo;
- Efrén Viera: voz, clarinete e percussão: entre 1995 e 2004; e a partir de junho de 2004, integrante do Inti-Illimani Nuevo;
- Daniel Cantillana: voz, violão e violino: entre 1998 e 2004; e a partir de junho de 2004, integrante do Inti-Illimani Nuevo;
- Manuel Meriño: voz e violão: entre 2001 e 2004; e a partir de junho de 2004, integrante do Inti-Illimani Nuevo;
- Christian González: voz, violão e flauta: entre 2001 e 2004; e a partir de junho de 2004, integrante do Inti-Illimani Nuevo;
- Juan Flores: voz, charango, cajón peruano, quena e zampoña: entre 2002 e 2004; e a partir de junho de 2004, integrante do Inti-Illimani Nuevo;
- César Jara: voz e violão: a partir de 2005, integrante do Inti-Illimani Nuevo.

Em 2006, lançaram o disco "Pequeño Mundo".
Essa facção contou com o apoio de: Max Berrú, integrante da formação original do Inti Illimani, além de outros ex-integrantes como: Pedro Yáñez, Renato Freyggang e Pedro Villagra; e também com o apoio de Patricio Wang, integrante de uma das facções do Quilapayún.
Em 2010, gravaram o disco "Meridiano", em parceria com a cantora franco-canadense Francesa Gagnon (ex-integrante do Circo du Soleil), que incluiu uma nova versão de "Canna austina", canção originalmente gravada na década de 1990
A partir de 2011, realizaram apresentações conjuntas com o Illapu, "Santiago del Nuevo Extremo", "Sol y Lluvia" e "Schwenke & Nilo", em um espectáculo denominado como: "Cancionero chileno", além disso, tem feito apresentações em países da América Latina e da Europa.
Em julho de 2012, fizeram uma apresentação com vários convidados para celebrar os 45 anos de vida, que deu origem ao disco duplo: "La máquina del tiempo", gravado na Rádio da Universidade do Chile. Esse trabalho também contou com a participação de Fernando Ubiergo, Alexis Venegas, Nano Stern, Illapu e Luís Le Bert.
Em 2013, lançaram o disco: "Teoría de cuerdas", que contou com a participação de Isabel Parra e Max Berrú. Esse trabalho incluiu: um huayno, uma valsa peruana e um merengue venezuelano. Nesse trabalho merece destaque a canção: "La calle de la desilusión".

### Inti-Illimani Histórico
Com os seguintes integrantes: 
- Horácio Salinas: direção, voz e violão: entre 1967 e 2001; e, a partir de junho de 2004, integrante do Inti Illimani Histórico;
- Horácio Durán: voz e charango: entre 1967 e 2004; e, a partir de junho de 2004, integrante do Inti Illimani Histórico;
- José Seves: voz, violão e percussão: entre 1973 e 1998; entre 2000 e 2002; e, a partir de junho de 2004, integrante do Inti Illimani Histórico;
- Jorge Ball: voz: entre 1982 e 1984; entre 1998 e 2000; e, entre junho de 2004 e 2011, integrante do Inti Illimani Histórico;
- Camilo Salinas: piano e teclados: a partir de junho de 2004, integrante do Inti Illimani Histórico;
- Fernando Júlio: contrabaixo: a partir de junho de 2004, integrante do Inti Illimani Histórico;
- Danilo Donoso: percussão: a partir de junho de 2004, integrante do Inti Illimani Histórico;
- Hermes Villalobos: flauta: a partir de 2013, integrante do Inti Illimani Histórico;.

Em 2006, lançaram os discos: "Antología en Vivo" e "Esencial".
Em 2007, comemoraram os 40 anos de história, com uma remontagem de "Canto para una Semilla", atividade que contou com a participação de Isabel Parra, da atriz Ximena Rivas e de John Williams.
Depois lançaram o disco: "A la salud de la música chilena", do qual participaram diversos outros grupos como: "Los Tres", "Javiera y Los Imposibles", "Sinergia" e "Los Miserables", que apresentaram novas versões do repertório do conjunto. Nessa obra merece destaque a nova versão de "Jardines bajo la lluvia", uma canção originalmente apresentada na década de 1970.
Em 2010, lançaram o disco: "Travesura del año 2010", com canções infantis. Nesse ano também fizeram apresentações na Europa.
No verão de 2011, estiveram na "Calle 13" em Viña del Mar.
Em 2012, participaram da versão chilena do Lollapalooza.
Em janeiro de 2012, gravaram um novo disco ao vivo no Café Torres no centro de Santiago: "Eva + Inti", com a participação da peruana Eva Ayllón. Esse disco incluiu canções de origem peruana e chilena, como: "Valparaíso" de Gitano Rodríguez, "Deja la vida volar" de Víctor Jara, "Darte luz" de Elizabeth Morris (com a participação do percussionista peruano Marco Campos), que concorreu ao Grammy Latino de 2012. A versão em DVD desta apresentação contou com a colaboração de Ricardo Larraín.
Em 2014, o flautista Hermes Villalobos, ex-integrante do "Juana Fe", juntou-se ao conjunto. Nesse ano também gravaram, em estúdio, o disco: "Inti Illimani Histórico canta a Manns", com canções antigas de Patricio Manns, dentre elas: "Bandido" e "Canto esclavo".

## Discografia Inti-Illimani
- Si Somos Americanos - 1969
- Voz para el camino - 1969
- Por la CUT - 1969
- A la Revolución Mexicana - 1969
- Inti-Illimani - 1969
- Inti-Illimani - 1970
- Canto al Programa - 1970
- Charagua/El Aparecido - 1971
- Autores Chilenos - 1971
- Nuestro Mexico, Febrero 23/Dolencias - 1972
- Canto para una Semilla - 1972
- Quebrada de Humahuaca/Taita Salasaca - 1972
- Canto de Pueblos Andinos, Vol. 1 - 1973
- Viva Chile! - 1973
- La Nueva Canción Chilena (Inti-Illimani 2) - 1974
- Canto de Pueblos Andinos (Inti-Illimani 3) - 1975
- Hacia La Libertad (Inti-Illimani 4) - 1975
- Canto de Pueblos Andinos, Vol. 2 (Inti-Illimani 5) - 1976
- Chile Resistencia (Inti-Illimani 6) - 1977
- Canto per una Seme - 1978
- Canto para una Semilla - 1978
- Canción para Matar una Culebra - 1979
- Jag Vill Tacka Livet (Gracias a la Vida) - 1980 (con Arja Saijonmaa)
- En Directo - 1980
- Palimpsesto - 1981
- The Flight of the Condor - 1982
- Con la Razón y la Fuerza - 1982 (con Patricio Manns)
- Imaginación - 1984
- Sing to me the Dream - 1984 (con Holly Near)
- Return of the Condor - 1984
- La Muerte no Va Conmigo - 1985 (con Patricio Manns)
- De Canto y Baile - 1986
- Fragmentos de un Sueño - 1987 (con John Williams y Paco Peña)
- Leyenda - 1990 (con John Williams y Paco Peña)
- Andadas - 1993
- The Best of Inti-Illimani - 1994
- Arriesgare la Piel - 1996
- Grandes Éxitos - 1997
- Lejanía - 1998
- Amar de Nuevo - 1999
- Sinfónico - 1999
- La Rosa de los Vientos - 1999
- Inti-illimani Interpreta a Victor Jara - 2000
- Antología en Vivo - 2000

## Discografia Inti-Illimani "Nuevo"
- Lugares Comunes (2003)
- Viva Italia (2004)
- Pequeño Mundo (2006)
- Meridiano (2010)

## Discografia Inti-Illimani Histórico
- Musica en la memoria n°1 (2005)
- Musica en la memoria n°2 (2006)
- Antología en vivo (2006)
- Esencial (2006)
- Tributo a Inti-Illimani Histórico. A la Salud de la Música (2009 Obra Colectiva)
- Travesura (2010 Invitados: Diego "El Cigala" y Eva Ayllón.)

## Vídeos e DVD
- 1994, Inti-Illimani live. Video PAL. ITALIA: Warner Music Vision, 4509 98840 3. 76 minutos.
- 1996, Arriesgaré la piel en vivo. Video NTSC. CHI: EMI Odeón Chilena, 491748-3. 90 minutos.
- 2003, Lugares comunes - Court central - Santiago - Chile. DVD NTSC, multizona. CHI: Warner Music Chile, 5046 68201-2.
- 2005, Inti-Quila, Juntos en Chile, Música en la memoria. (Inti-Illimani Histórico, Quilapayún e artistas convidados). DVD NTSC, multizona. CHI: Laoreja, 263050.
- 2006, Antología en vivo. Inti-Illimani Histórico. DVD NTSC, multizona. CHI: Laoreja, 263107. Recital no Estádio Víctor Jara, dois bonus-track.
- 2007, Esencial. Inti-Illimani Histórico. DVD NTSC, multizona. CHI: Laoreja, 263106. Documental, convidado o  tenor lírico Tito Beltrán.